# コミックリン
『COMIC RIN』（コミックリン）は、茜新社から発行されていた成人向け漫画雑誌。2004年12月16日創刊。毎月17日発売。判型はB5判・平綴じ（無線綴じ）。『COMIC天魔』の増刊だった『ひな缶Hi!』と『comicバニラ』が合併して新創刊した。キャッチコピーは「次代を担うコミック進化系!」。
創刊号からVol.24までは『COMIC天魔』の増刊扱い（雑誌コードは03872）だったが、2007年1月号（2006年12月16日発売）から独立創刊となった（雑誌コードは03939に変更）。2012年4月号（2012年3月17日発売）をもって休刊した。

## 概要
『ひな缶Hi!』の「美少女Hコミック」というコンセプトを引き継ぎ、「萌えるエロマンガ雑誌」を目指しており、美少女との性行為を中心とした漫画が掲載されていた。男性向成年誌としては珍しく女性主導作品の割合が高く、ショタ、ふたなりものも多い。また他誌では多い鬼畜系が極端に少ないため、後味の悪い作品が苦手な読者の人気を集めていた。表紙イラストは、KIMちーが創刊号から全て担当した。
本誌のコンセプトは萌えであり、ジャンルも美少女&ロリータとされた。そのため茜新社発行の「ロリータオンリー」を謳う『COMIC LO』とジャンルが一部重複していたが、両誌の印象は大きく異なっており、同じ作家が同時期に活動することは一切なく、移籍するケースも極めて少なかった。また作品の設定も『COMIC LO』は小学生を中心とした低年齢の少女の身近な人間関係が多数を占めるが、本誌では描かれる少女の年齢層はより幅広く、サキュバス、魔法少女、変身少女、亜人、妖怪などが登場するファンタジー要素の高い作品も多かった。
なお2011年頃には、一部の作家を一般誌に引き抜かれるケースが目立つ一方で、2007年に休刊した『COMICパピポ』（フランス書院）に在籍していた作家を多数取り込んでいた。
休刊後、本誌で執筆した一部の作家は『COMIC LO』に移籍し、その他の作家の多くは、2013年1月に創刊した『Juicy』（ジューシー）等で活動していたが『Juicy』も2017年2月発売のNo.17をもって休刊となった。

## 主な連載作家
- LAZYCLUB
- LEE
- MINITITY
- T.K-1
- Zummy
- 愛染五郎
- 青山怜央
- 秋葉凪人
- 綾乃れな
- ありのひろし
- 有馬侭
- 糸杉柾宏
- 上杉響士郎
- うましか
- 追矢斧晃
- 大貫まくり

- カイシンシ
- 影乃いりす
- ガッツン
- 加藤じゅん
- 加藤茶吉
- 上石ニーニー
- 上連雀三平
- 鴨川たぬき
- 河上康
- きみおたまこ
- 草野紅壱
- 黒田有明
- 虎向ひゅうら

- サケマス
- 笹倉綾人
- 左橋レンヤ
- さばのにわとり
- ししまぁく
- 東雲太郎
- すえみつぢっか
- 関谷あさみ
- 蒼一郎
- 園崎宗一
- 大孛輝*はな
- たかしたたかし
- 鷹勢優
- たまちゆき
- 茶否
- 富樫

- 乃藤悟志
- 中野友貴
- 七名菜奈
- なるさわ景
- 南条飛鳥
- 猫玄
- のら猫長屋
- 春風道人
- ひねもすのたり
- 緋乃ひの
- ベンジャミン
- ホーミング
- 星乃だーつ
- 保汀一葉

- 巻田佳春
- 増田逢羅
- 瑞井鹿央
- みずきえいむ
- 水島空彦
- みやびたつと
- 無有利安
- 無道叡智
- 武藤鉄
- メラメラジェラシー
- 望月奈々
- ももんこーじ
- 乙

- やすいひろさと
- 横井レゴ
- 山井
- 山本雲居
- 邪武丸
- 吉岡宏純